# 어느 여대생 사형수
어느 여대생 사형수는 1971년 공개된 대한민국의 영화이다.

## 배역
- 신성일
- 문희
- 김창숙
- 황정순
- 박암